# Чаши Клойбера

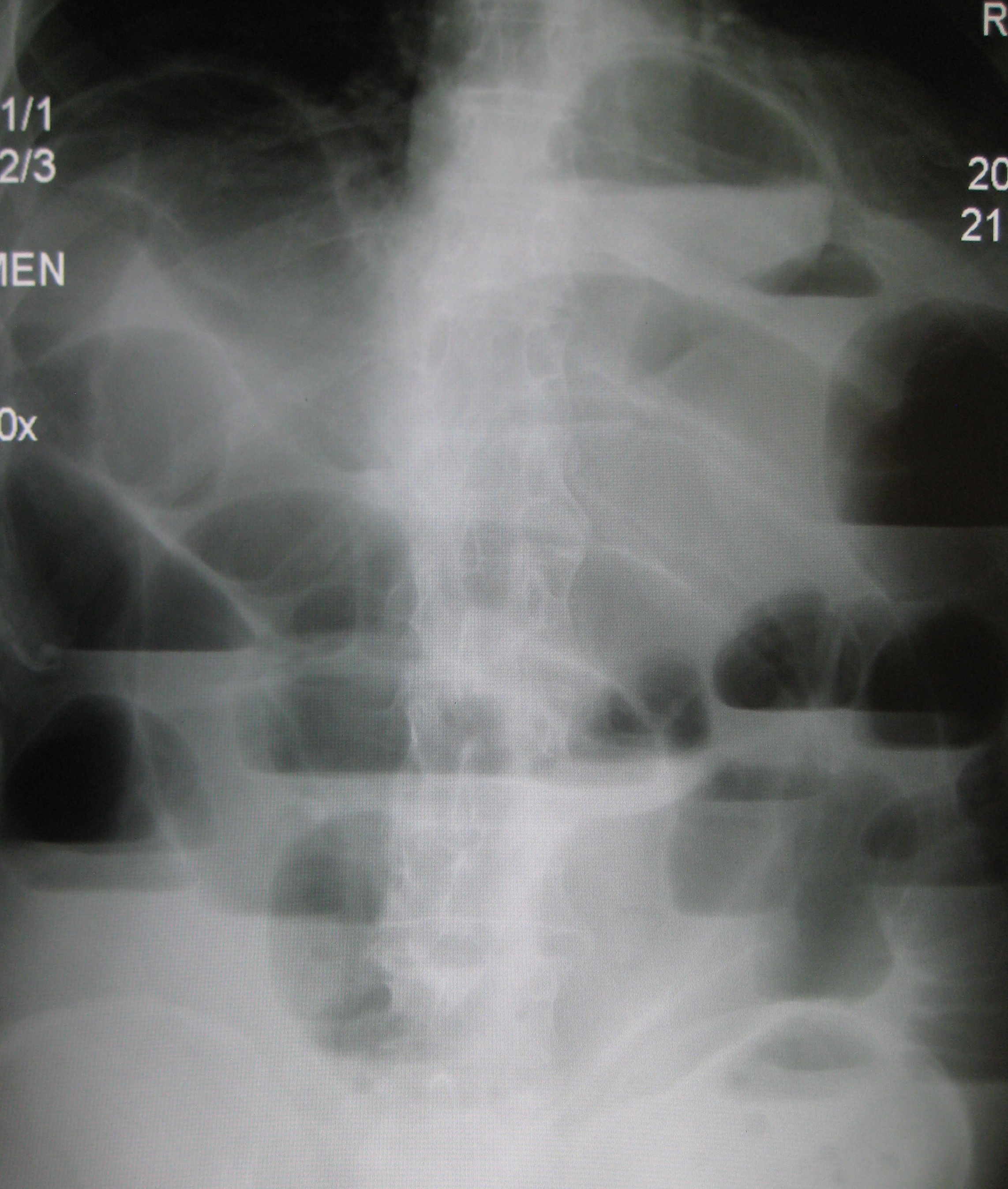
Чаши Клойбера при кишечной непроходимости

Ча́ши Кло́йбера — патогномоничный (специфический для конкретной патологии и только для неё) рентгенологический симптом кишечной непроходимости. Обусловлен наличием раздутых участков кишки, наполненных частично жидкостью, частично газом. Проявляется картиной «перевернутых чаш» с горизонтальным уровнем жидкости на снимке брюшной полости при вертикальном положении пациента.

## Симптомы
1. В тонкой кишке обнаружен газ [3]
2. Также наличие в животе прободной язвы желудка и 12-перстной кишки[4].

## Лечение
Лечение механической непроходимости кишечника начинают с консервативных мероприятий: аспирации содержимого желудка, сифонных клизм, внутривенного введения кристаллоидных и плазмозамещающих растворов, белковых препаратов в сочетании с кристаллоидами..